# .35 Whelen
.35 Whelen потужний гвинтівковий набій для зброї з середньої довжиною ствола, який не потребує наявності затвора або затворної рами магнум класу. В набої використано гільзу набою .30-06 Springfield, з розширеним дульцем до діаметру кулі .358 in (9,1 мм). Набій є потужнішим за похідний, особливо вбивча сила при полюванні на велику дичину. Завдяки більшій доступності та вищому балістичному коефіцієнту кулі калібру .30, розрив потужності між двома набоями зменшився.

## Історія

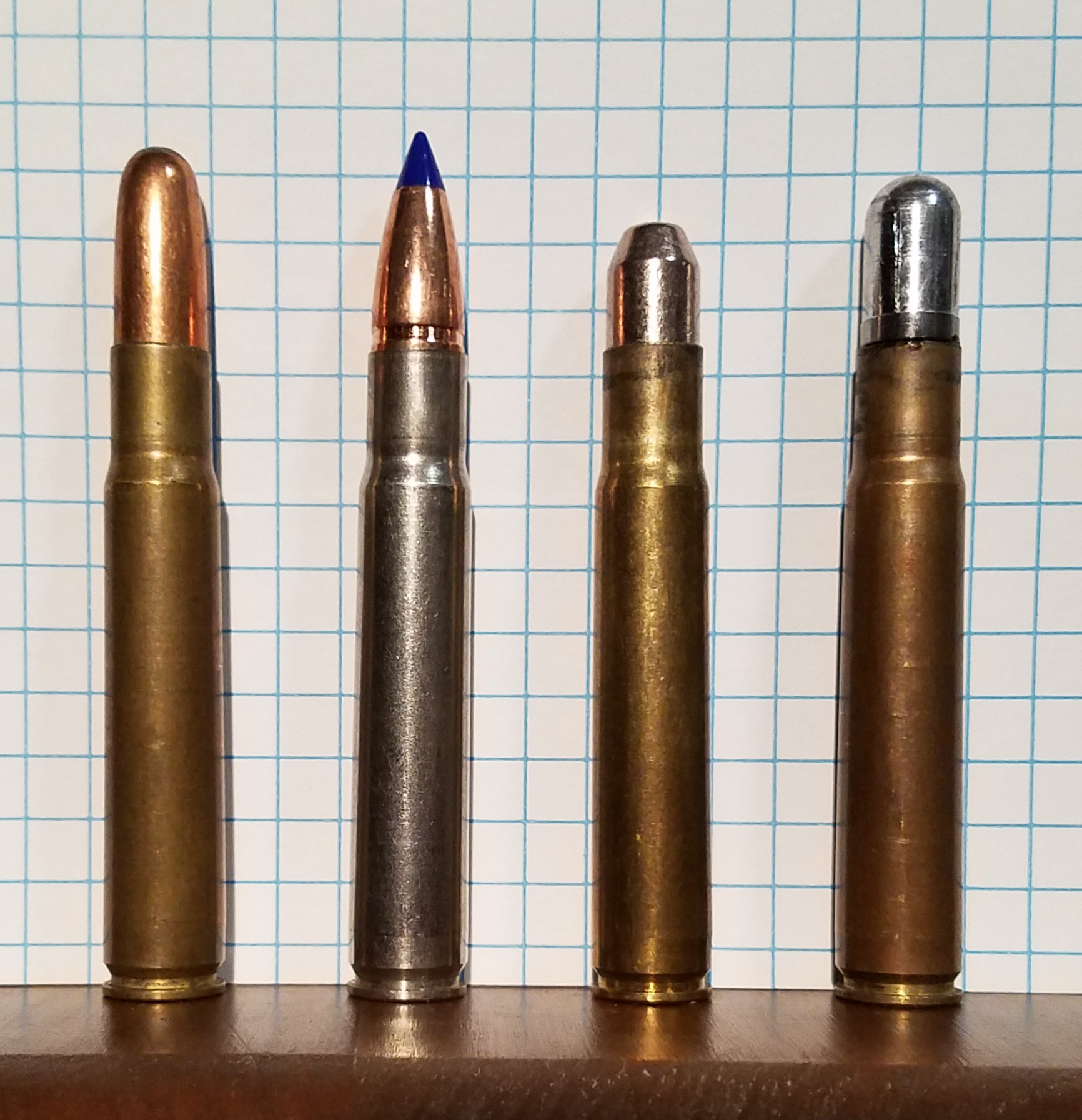
Набій .35 Whelen є популярним серед тих хто займається ручним заряджанням набоїв, оскільки має багатий вибір куль у порівнянні з комерційними зразками. На зображенні зліва направо тупоноса м'яка куля вагою 275-гран, мідна куля з пластиковим нaконечником вагою 200-гран, крихка револьверна куля вагою 110-гран для вармінтингу та лита куля вагою 270-гран для стрільби по металевим силуетам.

Набій .35 Whelen було розроблено в 1922 році, як кустарний набій. Компанія Remington Arms Company стандартизувала набій в якості комерційного і використала в гвинтівці Remington model 700 Classic в 1988 році. Після цього набій використовували інші зброярі у зброї з ковзними затворами, напівавтоматичних та однозарядних гвинтівках. Набій має нечисельних, але постійних прихильників серед мисливців Північної Америки.
За однією версією набій розробив полковник Таунсенд Велен коли командував Франкфордським арсеналом. В журналі American Rifleman за 1923 рік полковник Велен пише, що це "перший набій який я розробив" та зауважив, що, "містер Джеймс В Гоув під моїм керівництвом розробив штампи, розгортки, інструменти для розточки комор та переробляв гвинтівки." Джеймс В. Гоув був інструментальним майстром в арсеналі, а пізніше створив компанію Griffin&Howe.

## Продуктивність
Кулі діаметром ,358 дюйм (9,1 мм) важили від 9,7 до 19,4 грамів. При стрільбі зі ствола довжиною 61 см куля вагою 16 грам, набій .35 Whelen створю дулову енергію в 4700 Дж.
Набій .35 Whelen за балістикою не є двійником набою .350 Remington Magnum і має приблизно на 678 Дж меншу енергію. З правильно підібраною кулею набій можна використовувати на будь-яку тонкшкіру велику і небезпечну дичину. В Європі набій має позначення 9 × 63 мм; завдяки широкому вибору куль та високій дуловій швидкості набій можна порівняти з набоєм 9,3×62 мм.